# Alstroemeria inodora
Alstroemeria inodora är en alströmeriaväxtart som beskrevs av Herb.. Alstroemeria inodora ingår i släktet alströmerior, och familjen alströmeriaväxter. Inga underarter finns listade i Catalogue of Life.